# Amphi Festival
L’Amphi Festival est un festival de musique allemand qui s'adresse à un public diversifié, notamment aux fans de la scène gothique et alternative. 

## Histoire

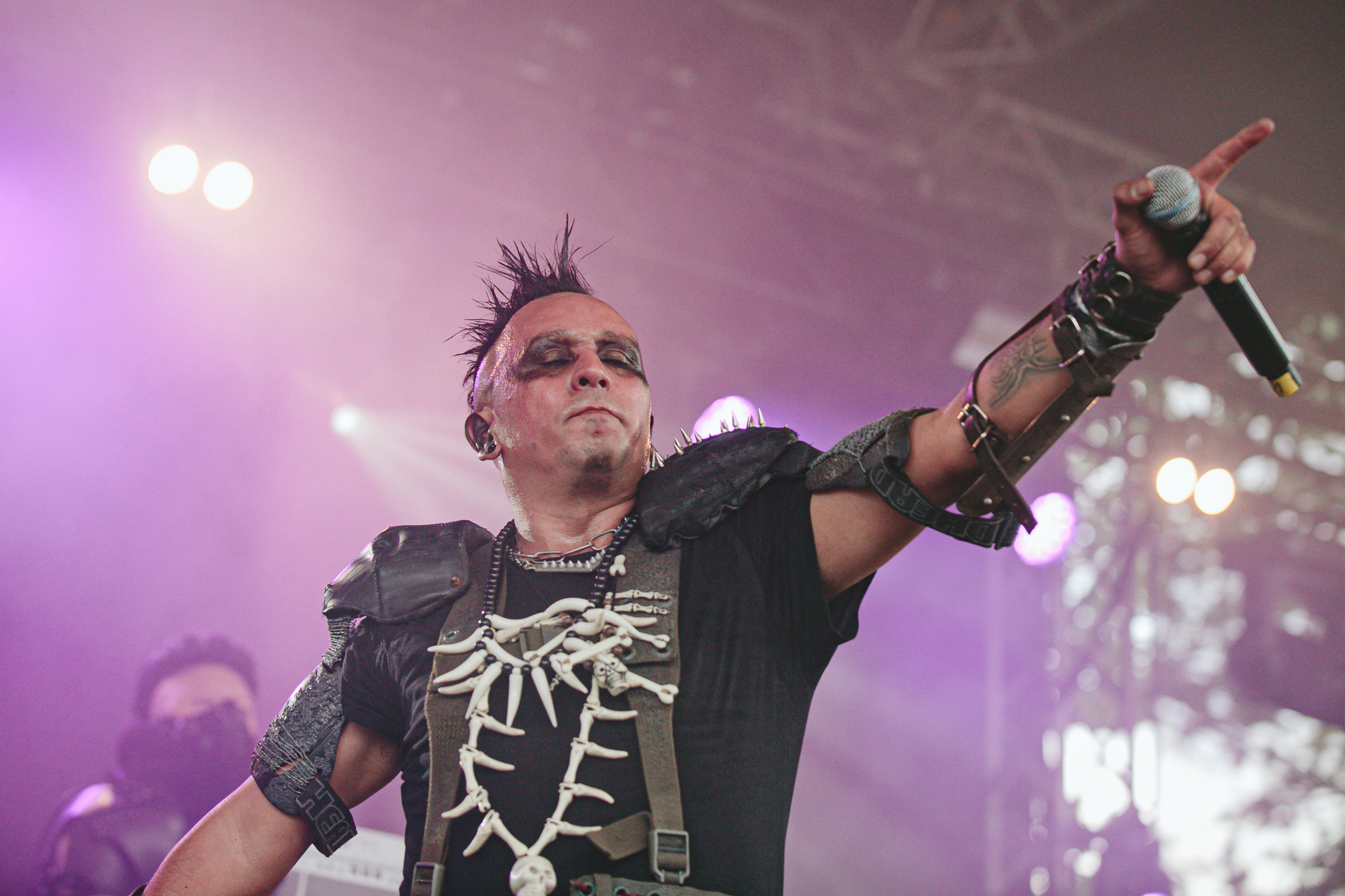
Hocico à l'édition 2019.

La première édition du festival a lieu à Gelsenkirchen, au « Amphitheater », en 2005, mais par la suite, les autres éditions se déroulèrent au « Tanzbrunnen » à Cologne. Au début, le festival n'est visité que par 4 500 personnes, mais durant la dernière édition jusqu'à 2011, environ 16 000 fans de divers pays sont présents, ce qui montre l'importance croissante du festival sur le plan mondial pour la scène des groupes présents. En plus des groupes des genres synthpop, new wave, medieval rock, synthpop, metal symphonique, metal gothique ou Neue Deutsche Härte, il y a également des salons de lecture, des pièces théâtrales et une discothèque sur le site, ainsi que de nombreux petits restaurants et magasins de vêtements ou de musique. Un fait remarquable est la présence de soins médicaux sur place, des garderies pour les enfants des fans et la présence d'une scène spécialement élaborée pour le public handicapé. Le festival est soutenu et organisé par le magazine allemand Orkus.
Pour la neuvième édition de l'Amphi Festival, l'événement d'ouverture Call the Ship to Port est proposé pour la première fois. Le vendredi précédant le début du festival, 1.111 visiteurs participent à une croisière sur le Rhin à bord du RheinMagie, où ils se sont vu offrir, outre un concert de piano sous le thème Classics and Depeche, des concerts exclusifs de Welle: Erdball et Covenant.
En 2014, le dixième Amphi Festival a lieu pour la dernière fois sur le site du Tanzbrunnen. Avec 16 000 visiteurs par jour de festival, le dixième Amphi Festival affiche complet pour la cinquième fois consécutive. Après le festival, l'organisateur annonce son organisation en 2015 à la Lanxess Arena. Outre des raisons de capacité, les raisons invoquées pour ce déménagement étaient surtout le climat et l'acoustique insatisfaisante du Staatenhaus. Lors de la première édition à Cologne, la tempête Zeljko entraîne la fermeture des espaces extérieurs le premier jour du festival et le déplacement ou l'annulation de groupes dans la Lanxess Arena. Le 3 mars 2016, l'organisateur a annoncé que l'Amphi Festival 2016 reviendrait sur le site du Tanzbrunne. En raison du retour au Tanzbrunnen, qui a cependant perdu une scène avec le Staatenhaus, le nombre de billets est réduit de 16 000 à 12 000. La troisième scène du festival, en plus de la scène en plein air et de la scène intérieure, a trouvé sa place pour la première fois sur le catamaran de fête RheinMagie.

## Programmations

### 2005–2009
- 2005 : Blutengel, Camouflage, Client, Die Krupps, Goethes Erben, In Extremo, Lacrimas Profundere, Unheilig, Project Pitchfork, Psyche, Staubkind, Suicide Commando, This Morn’ Omina, Welle: Erdball, Zeraphine.

- 2006 : And One, Calmando Qual, Cephalgy, Christian von Aster, Combichrist, Diary of Dreams, DJ Elvis (The Memphis), DJ Mike K., DJ Nightdash + DJ Marco, DJ Oliver Hölz, DJ Ronny, DJ X-X-X, Dope Stars Inc., Faun, Fixmer/McCarthy, Frozen Plasma, Letzte Instanz, Lola Angst, Negative, Oswald Henke, Samsas Traum, Schandmaul, Subway to Sally, The 69 Eyes, The Retrosic (DJ set), This Morn' Omina, Unheilig, VNV Nation, Welle: Erdball.

- 2007 : Apoptygma Berzerk, ASP, Bloodpit, Diorama, DJ Dalecooper, Down Below, Dreadful Shadows, Eisbrecher, Emilie Autumn, Feindflug, Fetisch:Mensch, Front 242, Front Line Assembly, Funker Vogt, Heimatærde, IMATEM, Katzenjammer Kabarett, Krypteria, Mesh, Obscenity Trial, P·A·L, Portion Control, Saltatio Mortis, Samsas Traum, Sonar, Spetsnaz, Subway to Sally, Trial, Unheilig, Untoten, Winterkälte, Xotox, Zeromancer.

- 2008 : And One, Ashbury Heights, Cinderella Effect, Cinema Strange, Clan of Xymox, Combichrist, Covenant, Das Ich, Deine Lakaien, Diary of Dreams, Eisbrecher, Grendel, Haujobb, L'Âme Immortelle, Lacrimas Profundere, Letzte Instanz, Mediæval Bæbes, Mina Harker, Nachtmahr, Noisuf-X, Oomph!, Project Pitchfork, Rotersand, Soko Friedhof, Spectra*Paris, Spiritual Front, Suicide Commando, Tactical Sekt, The Klinik, The LoveCrave, Welle: Erdball, Zeraphine, Zeromancer.

- 2009 : Absolute Body Control, Agonoize, Auto-Auto, Camouflage, Coppelius, Covenant, Delain, Diorama, Eisbrecher, Feindflug, Fields of the Nephilim, Front 242, Henke, Hocico, Jesus on Extasy, Jäger 90, KMFDM, Laibach, Leæther Strip, Mantus, Marsheaux, Omnia, Panzer AG, Qntal, Rosa Crux, Saltatio Mortis, Scandy, Solar Fake, The Birthday Massacre, The Other, Unheilig, Xotox.

### 2010–2014
- 2010 : And One, Anne Clark, Ashbury Heights, ASP, Blitzkid, Blutengel, Combichrist, Coppelius, Destroid, Diary of Dreams, DIN (A) Tod, Eisbrecher, End of Green, Escape With Romeo, Ext!ze, Faderhead, Frank the Baptist, Front Line Assembly, Funker Vogt, Leaves' Eyes, Letzte Instanz, Mesh, Miss Construction, Mono Inc., Nachtmahr, Project Pitchfork, Rabia Sorda, Samsas Traum, Skinny Puppy, Solitary Experiments, The Crüxshadows, VNV Nation, Welle: Erdball.

- 2011 : Agonoize, Clan of Xymox, Covenant, Das Ich, Deine Lakaien, Der Fluch, De/Vision, Die Krupps, Diorama, Dreadful Shadows, Feindflug, Frozen Plasma, Die Funkhausgruppe, Grendel, Hocico, In Strict Confidence, In the Nursery, Kirlian Camera, Klangstabil, Leæther Strip, Melotron, mind.in.a.box, Nitzer Ebb, Ordo Rosarius Equilibrio, Persephone, Rome, Saltatio Mortis, Samsas Traum, She's All That, Staubkind, Subway to Sally, Suicide Commando, Tanzwut, Winterkälte, (X)-RX, Zeraphine. L'édition accueille 15 000 visiteurs[7].

- 2012 : 18 Summers, Aesthetic Perfection, A Life Divided, And One, Apoptygma Berzerk, Assemblage 23, Blutengel, Camouflage, Combichrist, Conjure One, Coppelius, Corvus Corax, DAF, Eisbrecher, Eisenfunk, Eklipse, Haujobb, Henke, Lord of the Lost, Love is Colder than Death, mind.in.a.box, Mono Inc., Nachtmahr, Project Pitchfork, Schöngeist, Seabound, SITD, Solar Fake, Spetsnaz, Spiritual Front, Stahlzeit, The Crüxshadows, The Other, The Sisters of Mercy, The Wars, Tyske Ludder, Whispers in the Shadow, (X)-RX.

- 2013 : Agonoize, Alice Neve Fox, Alien Sex Fiend, Atari Teenage Riot, Crom, Classic and Depeche, De/Vision, Diary of Dreams, Die Form, Dunkelschön, Escape With Romeo, FabrikC, Faderhead, Faun, Fields of the Nephilim, Frozen Plasma, Funker Vogt, Grendel, Icon of Coil, Letzte Instanz, Oomph!, Peter Heppner, Rome, Rosa Crux, Santa Hates You, Solitary Experiments, Stahlmann, Suicide Commando, Tanzwut, The Beauty of Gemina, Umbra et Imago, VNV Nation, Welle: Erdball, Xotox[8].

- 2014 : Aesthetic Perfection, Apoptygma Berzerk, Blutengel et The Monument Ensemble, Burn (acoustique), Camouflage, Centhron, Clan of Xymox, Corde Oblique, Corvus Corax, Der Tod, Die Krupps, Ecki Stieg, Eisbrecher, Front 242, Hocico, In the Nursery, Janus, Klangstabil, Lacrimosa, London After Midnight, Lord of the Lost, Maerzfeld, Markus Heitz, Mesh, Midge Ure, Mono Inc., Nachtmahr, Noisuf-X, Persephone, Phosgore, Project Pitchfork, Rotersand, She Past Away, Solar Fake, The Juggernauts, Klinik, The Neon Judgement, The Exploding Boy, Torul, Unzucht, Vic Anselmo, Zeromancer.

### 2015–2019
- 2015 : Aeon Sable, Agonoize, And One, Centhron, Chrom, Combichrist, DAF, Darkhaus, Das Ich, Der Fluch, Diary of Dreams, Diorama, Euzen, Folk Noir, Front 242, Goethes Erben, Henric de la Cour, Inkubus Sukkubus, Lebanon Hanover, Neuroticfish, Oomph!, Patenbrigade:Wolff, Pokémon Reaktor, Qntal, Rabia Sorda, Rome, Samsas Traum, Schöngeist, [:SITD:], Sonja Kraushofer, S.P.O.C.K, Stahlmann, The Birthday Massacre, The Creepshow, The Crüxshadows, The Devil and the Universe, The Mission, VNV Nation, Welle: Erdball, Wesselsky, [X-Rx], Zeraphine.

- 2016 : Aesthetic Perfection, Angels and Agony, Beyond Obsession, Bloodsucking Zombies from Outer Space, Blutengel, Coppelius, Covenant, Cryo, Laura Carbone, Der Fluch, Dive, Editors, Escape With Romeo, Ewigheim, Faderhead, Front Line Assembly, Joachim Witt, Lebanon Hanover, L'Âme Immortelle, Mantus, Megaherz, Mono Inc., Moonspell, Neuroticfish, Nosferatu, One I Cinema (annulé), Ost+Front, Peter Heppner, Project Pitchfork, Solar Fake, Solitary Experiments, Spetsnaz, Spiritual Front, Stahlzeit, Suicide Commando, Tarja, The Beauty of Gemina, The Devil and the Universe, Tüsn, Unzucht, DJ Honey, Whispers in the Shadow, [X]-Rx, XMH, Xotox.

- 2017 : Aeon Sable, Apoptygma Berzerk, Box and the Twins, Chrom, Clan of Xymox, Combichrist, Das Ich, Diary of Dreams, Die Krupps, Diorama, Eisbrecher, Eisfabrik, Empathy Test, Esben and the Witch, FabrikC, Fields of the Nephilim, Frozen Plasma, Henric de la Cour, Hocico, Holygram, Kirlian Camera, Kite, Legend, Letzte Instanz, Lord of the Lost, Lucifer's Aid, Massive Ego, Merciful Nuns, M.I.N.E, Nachtmahr, Near Earth Orbit, Orange Sector, Ordo Rosarius Equilibrio, Rummelsnuff, Stahlmann, Tanzwut, The Daniel Myer Project, The Other, Torul, VNV Nation, We Are Temporary, Winterkälte.

- 2018 (28-29 juillet)[9] : [:SITD:], [X-Rx], A Projection, Aesthetic Perfection, Agonoize, And One, ASP, Assemblage 23, Centhron, Corde Oblique, ES23, Funker Vogt, Future Lied to Us, Girls Under Glass, Goethes Erben, Grausame Töchter, Grendel, Heldmaschine, In the Nursery, Intent:Outtake, Joachim Witt, KiEw, La Scaltra, Lebanon Hanover, Mad Sin, Midge Ure, Mono Inc., Neuroticfish, Orchestral Manoeuvres in the Dark, Oomph!, Persephone, Priest, Qntal, Rroyce, Scheuber, She Past Away, Solar Fake, Soviet Soviet, Synthattack, The Creepshow, Unzucht, Whispers in the Shadow.

- 2019 (20–21 juillet)[10] : Agent Side Grinder, Ash Code, Blutengel, Chrom, Coma Alliance, Cryo, Das Ich, Dive, Erdling, Faderhead, Feuerschwanz, Fïx8:Sëd8, Haujobb, Hearts of Black Science, Hell Boulevard, Henric de la Cour, Hocico, Holygram, In Extremo, Jäger 90, Janus, L'Âme Immortelle, Logic and Olivia, Lord of the Lost, Massive Ego, Nachtmahr, Nitzer Ebb, Ost+Front, Pink Turns Blue, Project Pitchfork, Rabia Sorda, Samsas Traum, Schattenmann, Seadrake, Seelennacht, Solitary Experiments, Spark!, The Beauty of Gemina, The Cassandra Complex, Unzucht, Welle: Erdball, White Lies.

### 2020–2024
- 2020–2021 : Éditions annulées pour cause de pandémie de Covid-19[11].

- 2022 (23–24 juillet)[12] : Eisbrecher, VNV Nation (têtes d'affiche) ; Aesthetic Perfection, Cat Rapes Dog, Diary of Dreams, Empathy Test, Frozen Plasma, Heldmaschine, In Strict Confidence, Letzte Instanz, London After Midnight, Mesh, Minuit Machine, Mono Inc., Nachtblut, RROYCE, Rome, She Past Away, Solar Fake, Stahlmann, Suicide Commando, The Birthday Massacre, Zeromancer.

- 2023 (29–30 juillet)[1] : Deine Lakaien, OMD (têtes d'affiche) ; A Life Divided, Actors, Blitz Union, Centhron, Clan of Xymox, Combichrist, Coppelius, Covenant, Das Ich, Diorama, Fix8:Sed8, Front 242, Future Lied to Us, L'Âme Immortelle, Lebanon Hanover, Lord of the Lost, NNHMN, Qntal, Rabengott, S.P.O.C.K., Scarlet Dorn, Schöngeist, Selofan, Solitary Experiments, Synth Attack, Traitrs, Unzucht, Vanguard, Welle: Erdball, Wesselsky, Whispering Sons, Whispers in the Shadow, Zeraphine.

- 2024 (27–28 juillet)[13] : And One, Eisbrecher (têtes d'affiche) ; A Projection, Agent Side Grinder, Alienare, Auger, Blackbook, Bloody Dead and Sexy, Blutengel, Dark, Deus Ex Lumina, Diary of Dreams, Die Selektion, S23, Faderhead, Front Line Assembly, Girls Under Glass, Goethes Erben, Heldmaschine, Henric de la Cour, Hocico, Je t'aime, Kirlian Camera, Manntra, Merciful Nuns, Minuit Machine, Neuroticfish, Ost+Front, Peter Heppne, Principe Valiente, Project Pitchfork, Schattenmann, Solar Fake, Soulbound, T.O.Y., The Beauty of Gemina, The Other, Then Comes Silence, Ultra Sunn.

### 2025–2029
- 2025 (19–20 juillet)[2] : Die Krupps, Oomph!, She Past Away, Ashbury Heights, Eisfabrik, Erdling, Gulvøss, Hell Boulevard, Maerzfeld, Nachtblut, Rein, SITD, Stahlmann, Traitrs, Unify Separate.